# Plagiochila boryana
Plagiochila boryana là một loài rêu tản trong họ Plagiochilaceae. Loài này được Gottsche ex Stephani miêu tả khoa học lần đầu tiên năm 1892.